# Triumfetta grandistipulata
Triumfetta grandistipulata är en malvaväxtart som beskrevs av Hiram Wild. Triumfetta grandistipulata ingår i släktet triumfettor, och familjen malvaväxter. Inga underarter finns listade i Catalogue of Life.